# Petnajstkotnik
Petnajstkotnik (s tujko tudi pentadekagon ali pentakaidekagon) je mnogokotnik s 15-timi stranicami, 15-timi oglišči in 15-timi notranjimi koti. Njegov Schläflijev simbol je {15}. Coxeter-Dinkinov diagram je . Simetrijska grupa je diedrska D15. Notranji kot je 156º.

## Pravilni petnajstkotnik
Če je stranica pravilnega petnajstkotnika dolga a, je ploščina pravilnega petnajstkotnika dana z
{\displaystyle p={\frac {15}{4}}a^{2}\operatorname {ctg} \,{\frac {\pi }{15}}={\frac {15a^{2}}{8}}\left({\sqrt {3}}+{\sqrt {15}}+{\sqrt {2}}{\sqrt {5+{\sqrt {5}}}}\right)\simeq 17,6424\,a^{2}\!\,.}

## Konstrukcija
Petnajstkotnik lahko narišemo z ravnilom in šestilom.

## Pentadekagrani
Znani so trije pravilni zvezdni mnogokotniki {15/2}, {15/4} in {15/7}, ki jih lahko konstruiramo s pomočjo 15 oglišč pravilnega petnajstkotnika. Pri tem moramo preskočiti vsako drugo ali sedmo oglišče.
Znane so tudi tri pravilne oblike zvezd {15/3}, {15/5}, {15/6}. Prvo obliko sestavljajo trije petkotniki, drugo pet enakostraničnih trikotnikov in tretja je sestavljena iz treh pentagramov.

## Petriejev mnogokotnik
Pravilni petnajstkotnik je Petriejev mnogokotnik za politop, ki ima za ena večjo razsežnost, projiciran v poševni ortogonalni projekciji.
| 14-simpleks (14D) |